# Mogoș, Alba
Mogoș (în prima jumătate a perioadei comuniste, până în 1968, Miclești) este satul de reședință al comunei cu același nume din județul Alba, Transilvania, România.

## Așezare
Localitatea Mogoș este situată în bazinetul depresionar omonim din NV Munților Trascău, pe cursul superior al râului Geoagiu.

## Personalități
- Octavian Bârlea (1913-2005), istoric
- Ovidiu Bârlea (1917-1990), folclorist

## Vezi și
- Biserica de lemn din Mogoș-Miclești

## Imagini

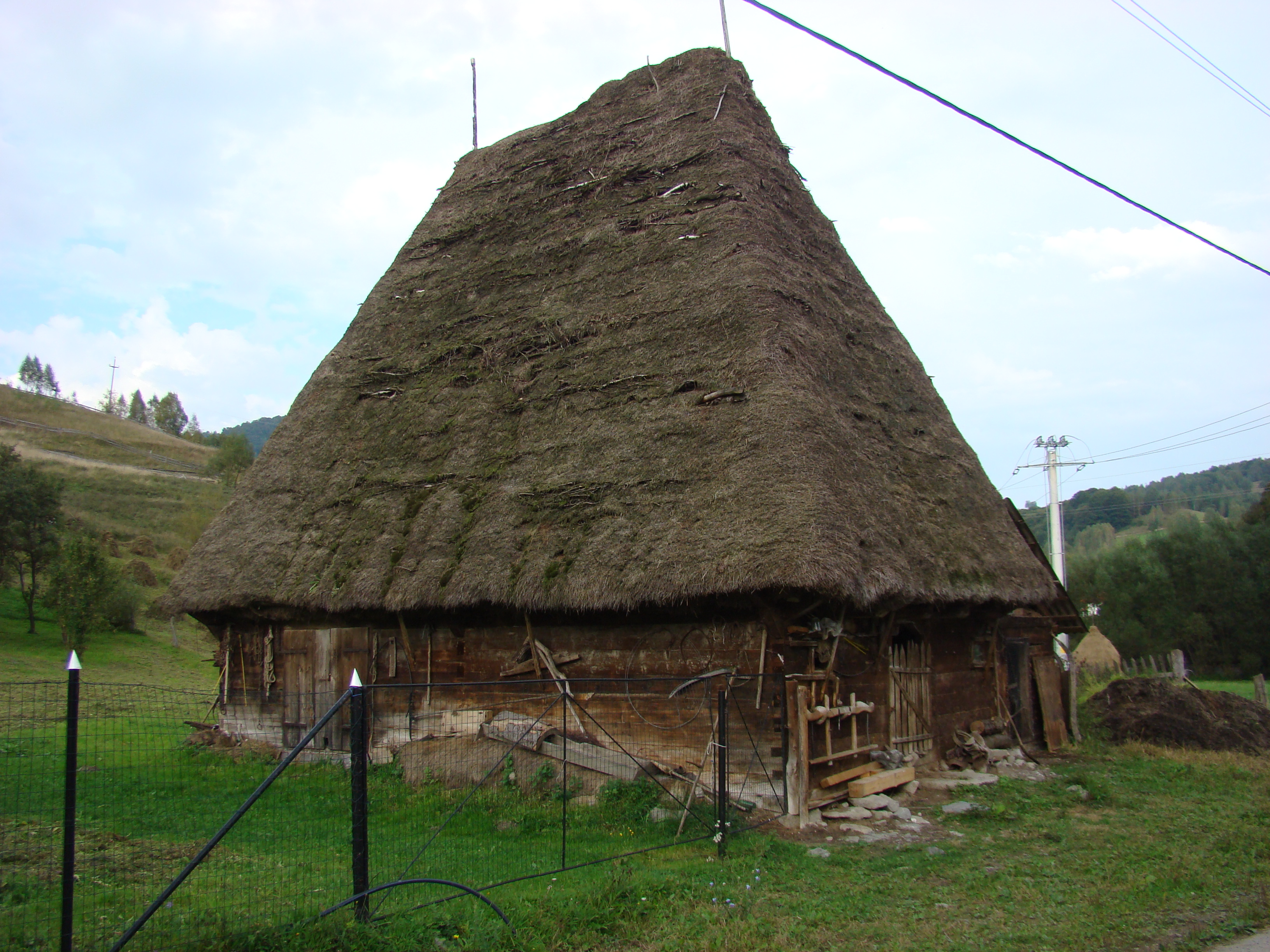
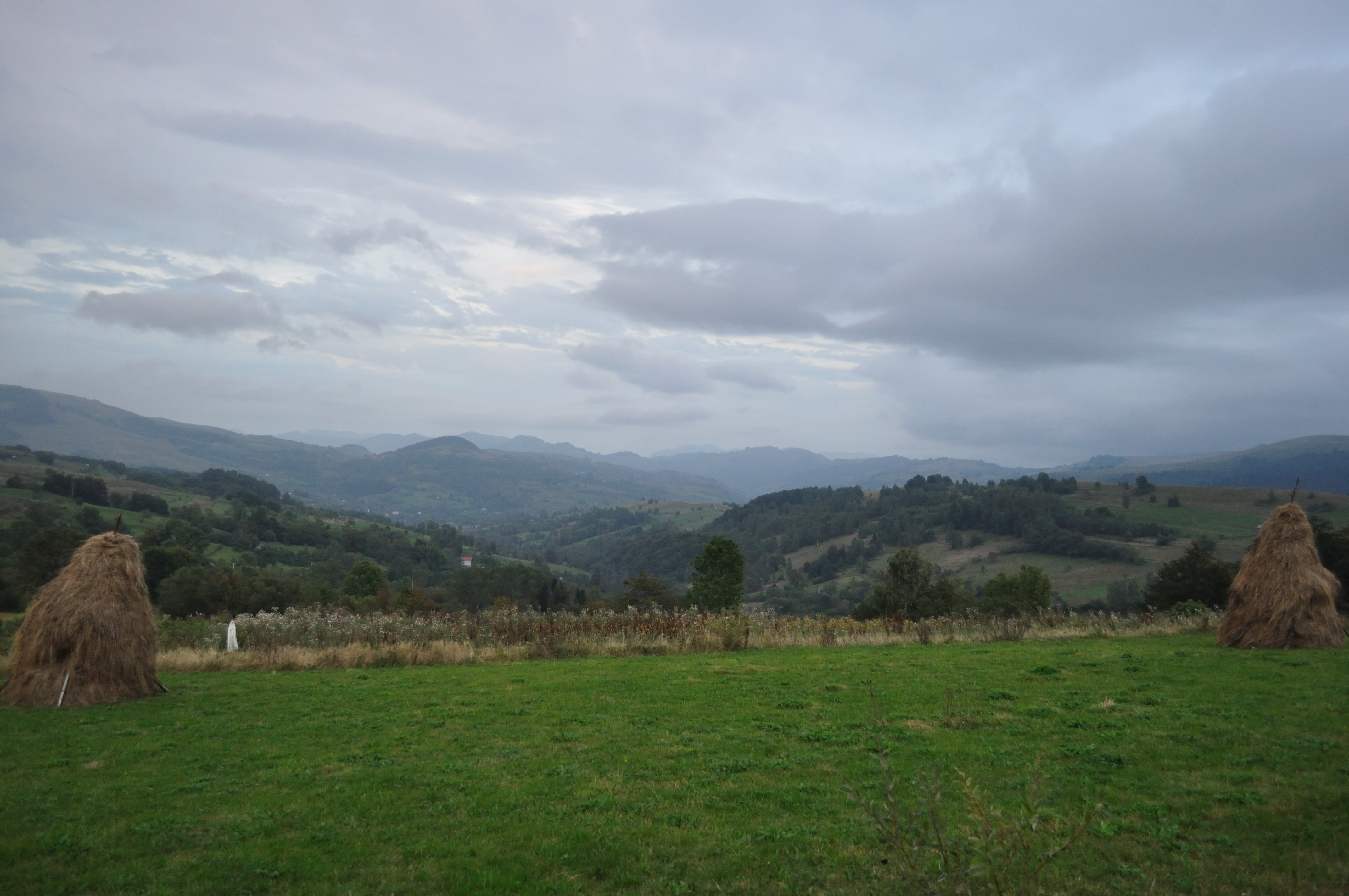
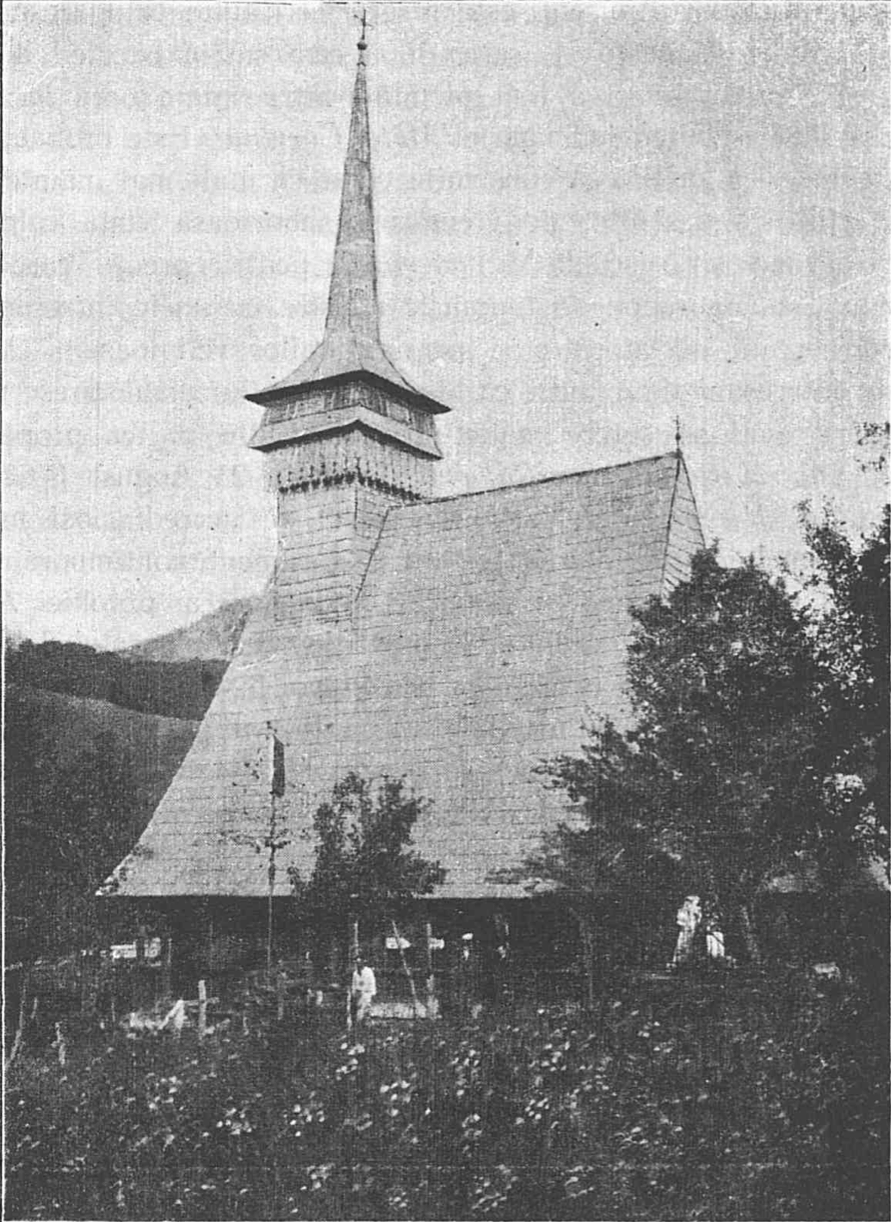
Biserica de lemn din Mogoș-Miclești